# エストリル
エストリル(Estoril)は、ポルトガルのリスボン近郊、リスボン県にある都市で、リゾート地。
カジノもある。かつては、エストリル・サーキットでF1ポルトガルGPも開催されていた。

## アクセス
- リスボンよりリスボン近郊鉄道 カスカイス線の電車で1時間弱